# Exochus evetriae
Exochus evetriae là một loài tò vò trong họ Ichneumonidae.